# 中非共和国国际支助团
非洲主导的中非共和国国际支助团（缩写：MISCA），简称中非共和国国际支助团，是一項由非洲聯盟所負責的維和任務。2013年12月5日，為了處理近日來逐漸激化的中非共和國衝突，聯合國安全理事會作出第2127號決議，其中內容包括成立该支助团處理相關問題。
此項任務於2013年12月19日展開，由法軍與非洲聯盟共同支援。此外，聯合國決議還指出若情況適合時，可提高層級動用聯合國介入處理，協調更多國家參與維和任務。
2014年9月15日，该支助团的维和任务移交给联合国驻中非多层面综合稳定特派团。

## 外部連結
- BINUCA任務官方網站 （页面存档备份，存于）

4°22′N 18°35′E / 4.367°N 18.583°E